# Нильская мозаика
Нильская мозаика — античная (эллинистическая) мозаика размером 585 на 431 см, изображающая русло Нила и сцены из египетской жизни эпохи Птолемеев. Дата создания мозаики спорна — большинство учёных склонны датировать её правлением Суллы (I в. до н. э.).
Обнаружена в нач. XVII в. в итальянском городе Палестрина (древний Пренесте), предположительно, на месте античного храма Фортуны. По приказу всемогущего в городе семейства Барберини была варварски отделена от пола и вывезена в Рим, где на протяжении трёх столетий помещалась в Палаццо Барберини. Несколько раз реставрировалась; в 1953 году возвращена в Палестрину, где и выставляется по сей день.
Павел Муратов в своей книге «Образы Италии» видел в Нильской мозаике свидетельство востребованности египетской культурной традиции у римской элиты республиканского времени (своеобразный аналог версальской моды на Китай). Ряд исследователей идёт дальше и приводит мозаику как доказательство раннего распространения в Риме египетских культов, а адепты криптозоологии пытаются разглядеть в изображённых на ней нильских чудовищах динозавров.

## Источник
- Paul G. P. Meyboom. The Nile Mosaic of Palestrina: Early Evidence of Egyptian Religion in Italy. Brill Publishers, 1995. ISBN 90-04-10137-3.